# Assurance frais juridiques
En droit québécois, l'assurance frais juridiques est un type d'assurance qui permet de retenir les services d'un avocat pour obtenir des conseils juridiques, entamer des procédures judiciaires et être représenté devant le tribunal le cas échéant. 
L'assurance frais juridiques n'est pas la même chose que l'assurance assistance juridique, où il s'agit seulement d'obtenir de l'information juridique par téléphone.
Le principal désavantage de l'assurance frais juridiques est qu'elle ne peut jamais servir dans un litige pénal avec l'État.
L'assurance frais juridique a été mise sur pied à l'instigation du Barreau du Québec pour faciliter l'accès à la justice. Il s'agit d'une solution négligée à l'heure actuelle, mais elle permettrait théoriquement à davantage de citoyens de classe moyenne d'avoir accès au système de justice si davantage de personnes y souscrivaient. En 2018, neuf assureurs la proposaient, généralement sous forme d'avenant à une assurance habitation ou auto .
D'après un reportage de La Presse+, « les litiges sont habituellement restreints à la consommation (publicité trompeuse, par exemple), aux dommages corporels ou matériels (blessure à la suite d’une chute…), à la propriété et l’habitation (vices cachés…), au revenu (désaccord avec la CNESST…) et au travail (harcèlement, etc.) ».